# Franz Klein (Rechtswissenschaftler)

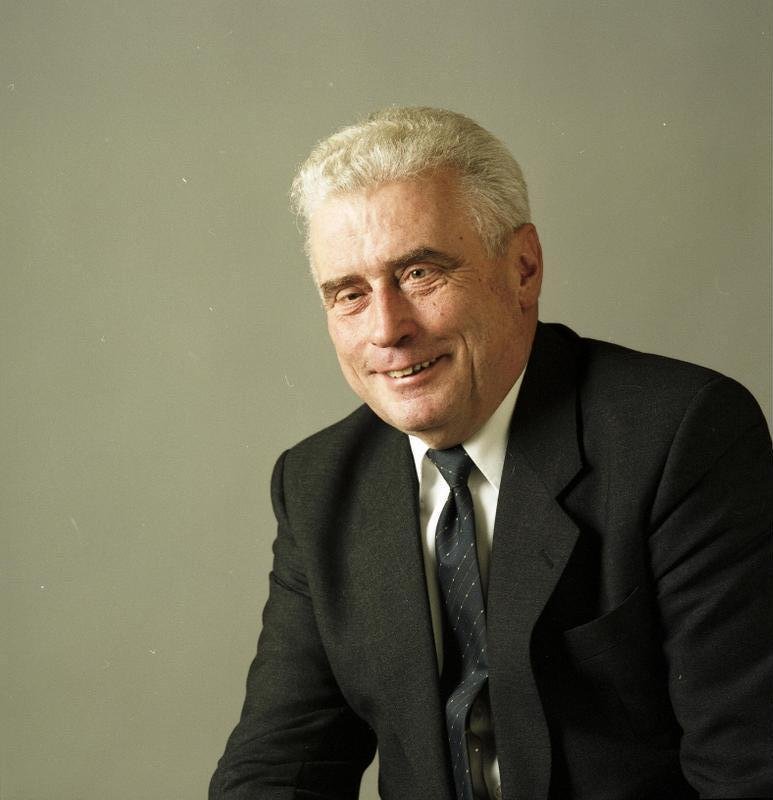
Franz Klein, 1985

Franz Klein (* 8. September 1929 in Siegen; † 27. Mai 2004 in München) war ein deutscher Steuerrechtswissenschaftler. Zwischen 1983 und 1994 bekleidete er das Amt des Präsidenten des Bundesfinanzhofs.

## Leben
Das juristische Studium schloss Klein 1953 mit dem ersten Staatsexamen ab. Während seines Studiums wurde er Mitglied der katholischen Studentenverbindung K.D.St.V. Falkenstein Freiburg im CV. Später wurde er noch Mitglied der KDStV Aenania München. 1954 wurde er promoviert und absolvierte 1958 das zweite juristische Staatsexamen.
Sodann begann er seine berufliche Laufbahn in den 1960 im Bundesfinanzministerium. Zunächst arbeitete er dort als Grundsatzreferent, später stieg er zum Leiter der Steuerreformgruppe auf. 1971 übernahm Klein als Ministerialdirektor die Leitung der Arbeitsgruppe Finanzen in der Landesvertretung des Landes Rheinland-Pfalz in Bonn und wurde 1981 deren Amtschef. 
Schließlich wechselte er zum 1. April 1983 an die Spitze des Bundesfinanzhofs. In Kleins Amtszeit wurde das Gericht um drei Senate erweitert und die Dauer der Verfahren deutlich verkürzt. In der Öffentlichkeit setzte sich Klein immer wieder für eine Vereinfachung des Einkommensteuerrechts ein, das seiner Meinung nach „bis zur Grenze der Verfassungswidrigkeit unübersichtlich geworden sei“. Am 30. September 1994 übergab Klein das Amt an Klaus Offerhaus.
Neben seiner Tätigkeit als Präsident war Klein auch in der akademischen Ausbildung tätig und nahm Lehraufträge an den Universitäten Trier und Passau an. Klein war mit zahlreichen wissenschaftlichen Veröffentlichungen, unter anderem der Begründung eines Gesetzeskommentares zur Abgabenordnung auch als Fachautor tätig. Gemeinsam mit Bruno Schmidt-Bleibtreu verfasste er einen Kommentar zum Grundgesetz.

## Auszeichnungen
- Karl-Bräuer-Preis des Bundes der Steuerzahler
- Bayerischer Verdienstorden (1991)
- Großes Bundesverdienstkreuz mit Stern und Schulterband (1994)